# Casas (Texas)
Casas è un census-designated place (CDP) degli Stati Uniti d'America della contea di Starr nello Stato del Texas. La popolazione era di 39 abitanti al censimento del 2010.

## Geografia fisica
Secondo lo United States Census Bureau, Casas ha una superficie totale di 0,01 mi² (0,026 km²).

## Società

### Evoluzione demografica
Secondo il censimento del 2018, la popolazione era di 27 abitanti.

### Etnie e minoranze straniere
Secondo il censimento del 2018, la composizione etnica era formata dal 100% di bianchi.